# Francesco Saverio Del Carretto
Francesco Saverio Del Carretto, född 1777 och död 21 november 1861, var en neapolitansk general och minister.
Carretto gjorde en snabb karriär inom den bourbonska hären, blev "carbonaro" 1820 men lät senare påskina att han tjänat revolutionen för att kompromettera den. Under Frans I var han befälhavare över gendarmeriet, och undertryckte med hård hand Cilenotupproret 1828. Carretto var under många år Ferdinand II:s polisminister och visade som sådan stor grymhet mot oppositionella. Efter att han försökt inlade ett dubbelspel mellan de liberala och hovet avslöjades han och landsförvisades. Han återkom senare till Neapel, och levde återstoden av sitt liv där i fattigdom.